# John H. Auer
John H. Auer (Budapest, 3 agosto 1906 – North Hollywood, 15 marzo 1975) è stato un regista e produttore cinematografico ungherese.
Ha firmato la regia di oltre 40 titoli dal 1932 al 1958. È stato accreditato anche con il nome John Auer.

## Biografia
John H. Auer nacque a Budapest, in Ungheria il 3 agosto 1906, e crebbe a Vienna. Fin da giovanissimo fu attore in film di produzione europea. Dopo la caduta dell'impero asburgico, si trasferì, dopo una breve parentesi messicana, a Hollywood, dove lavorò inizialmente per la Republic Pictures come regista, produttore e sceneggiatore. In seguito lavorò anche a qualche produzione della RKO e della Universal e si dedicò, come produttore, anche alla realizzazione di episodi di serie televisive.
Debuttò alla regia cinematografica con il film messicano Una vida por otra. Diresse il suo ultimo film, Johnny Trouble, nel 1957.
Morì a North Hollywood il 15 marzo 1975 e fu seppellito al Forest Lawn Memorial Park di Hollywood Hills.

## Filmografia

### Regista
- Una vida por otra (1932)
- Su última canción (1933)
- Major Bowes Amateur Theater of the Air (1935)
- The Crime of Doctor Crespi (1935)
- Major Bowes' Amateur Parade No. 1 (1936)
- Frankie and Johnnie (1936)
- A Man Betrayed (1936)
- Circus Girl (1937)
- Rhythm in the Clouds (1937)
- Outside of Paradise (1938)
- Invisible Enemy (1938)
- A Desperate Adventure (1938)
- I Stand Accused (1938)
- Orphans of the Street (1938)
- Forged Passport (1939)
- S.O.S. Tidal Wave (1939)
- Smuggled Cargo (1939)
- Calling All Marines (1939)
- Thou Shalt Not Kill (1939)
- Women in War (1940)
- Hit Parade of 1941 (1940)
- Il club del diavolo (A Man Betrayed) (1941)
- The Devil Pays Off (1941)
- Pardon My Stripes (1942)
- Moonlight Masquerade (1942)
- Johnny Doughboy (1942)
- Tahiti Honey (1943)
- Viaggio per la libertà (Gangway for Tomorrow) (1943)
- Seven Days Ashore (1944)
- Bagliori a Manhattan (Music in Manhattan) (1944)
- Pan-Americana (1945)
- Beat the Band (1947)
- La fiamma (The Flame) (1947)
- I, Jane Doe (1948)
- Il sortilegio delle Amazzoni (Angel on the Amazon) (1948)
- La lama di Toledo (The Avengers) (1950)
- Hit Parade of 1951 (1950)
- Aquile tonanti (Thunderbirds) (1952)
- La città che non dorme (City That Never Sleeps) (1953)
- La casbah di Honolulu (Hell's Half Acre) (1954)
- Bandiera di combattimento (The Eternal Sea) (1955)
- Johnny Trouble (1957)
- U.S. Marshal – serie TV (1958) (1 episode)

### Produttore
- El comediante (1931)
- Major Bowes Amateur Theater of the Air (1935)
- The Crime of Doctor Crespi (1935)
- Major Bowes' Amateur Parade No. 1 (1936)
- A Desperate Adventure (1938)
- I Stand Accused (1938)
- Forged Passport (1939)
- Smuggled Cargo (1939)
- Moonlight Masquerade (1942)
- Johnny Doughboy (1942)
- Tahiti Honey (1943)
- Viaggio per la libertà (Gangway for Tomorrow) (1943)
- Seven Days Ashore (1944)
- Bagliori a Manhattan (Music in Manhattan) (1944)
- Girl Rush (1944)
- Pan-Americana (1945)
- La fiamma (The Flame) (1947)
- I, Jane Doe (1948)
- Il sortilegio delle Amazzoni (Angel on the Amazon) (1948)
- La lama di Toledo (The Avengers) (1950)
- Hit Parade of 1951 (1950)
- Nagasaki (The Wild Blue Yonder) (1951)
- Aquile tonanti (Thunderbirds) (1952)
- La città che non dorme (City That Never Sleeps) (1953)
- La casbah di Honolulu (Hell's Half Acre) (1954)
- Bandiera di combattimento (The Eternal Sea) (1955)
- Avventure in elicottero (Whirlybirds) – serie TV, 35 episodi (1957-1960)
- Sheriff of Cochise – serie TV, un episodio (1957)
- Johnny Trouble (1957)
- U.S. Marshal – serie TV, 10 episodi (1959-1960)
- Westinghouse Desilu Playhouse – serie TV, un episodio (1959)

### Sceneggiatore
- Una vida por otra (1932)
- The Crime of Doctor Crespi (1935)
- Under Strange Flags (1937)
- Moonlight Masquerade (1942)
- Pan-Americana (1945)